# Fanudzs megye
Fanudzs megye (perzsa nyelven: شهرستان فنوج) Irán Szisztán és Beludzsisztán tartományának nyugati elhelyezkedésű megyéje az ország keleti részén. Délkeleten, délen Niksahr megye, nyugatról Kermán tartomány, északnyugatról Iránsahr megye határolja, észak felől Dalgán megyével határos. A megye lakossága 2006-ban 38 459 fő volt. A megye egy kerületre osztható: Központi kerület. A megyében egy város található: a 9 700 fős megyeszékhely, Fanudzs.

## Népesség
| 2016 | 49 161 |

## Fordítás
- Ez a szócikk részben vagy egészben  a   Fanuj County című angol Wikipédia-szócikk ezen változatának fordításán alapul.  Az eredeti cikk szerkesztőit annak laptörténete sorolja fel. Ez a jelzés csupán a megfogalmazás eredetét és a szerzői jogokat jelzi, nem szolgál a cikkben szereplő információk forrásmegjelöléseként.